# Martin Nilsson (konstnär)
Martin Nilsson, född 14 maj 1890 i Bergsjö, Varnums socken, död 25 januari 1953 i Kristinehamn, var en svensk konstnär.
Nilsson studerade etsning vid Gabriel Burmeisters målarskola i Stockholm 1913, Valands målarskola för Carl Wilhelmson och för Harald Giersing i Köpenhamn 1917-1919. Han debuterade i Värmländska konstnärsförbundets utställning 1927 och deltog i Värmlands konstförenings utställningar 1936-1952, samt ett stort antal separatutställningar, den sista 1949 i hemstaden Kristinehamn.
Hans konst består av porträtt, landskap och stilleben i olja som grafiker var han främst verksam som etsare. 
Bland hans offentliga arbeten märks fond och takdekor för Tempelriddarnas ordenslokal i Kristinehamn.
Nilsson är representerad vid Värmlands museum med tre målningar varav två är porträtt av N. Thor Fagerkvist och ingenjören S Strömberg, Karlstad kommun, Kristinehamns kommun och Mellankvarns hembygdsmuseum.